# Архангельский, Борис Александрович
Бори́с Алекса́ндрович Арха́нгельский (1890—1954, СССР) — советский акушер-гинеколог, академик АМН СССР (1944), заслуженный деятель науки РСФСР (1943).
Отец Александр Семёнович Архангельский (1854—1926) — российский писатель, литературовед и педагог, филолог, профессор истории русской литературы в Казанском университете, член-корреспондент Императорской академии наук (1904).
Брат Александр Александрович Архангельский (1892—1978) — советский авиаконструктор, Герой Социалистического Труда.
Брат Владимир Александрович Архангельский (1895—1958), инженер-аэродинамик, директор ЦАГИ, пианист, доцент Московской консерватории имени П. И. Чайковского, репрессирован, реабилитирован.

## Биография

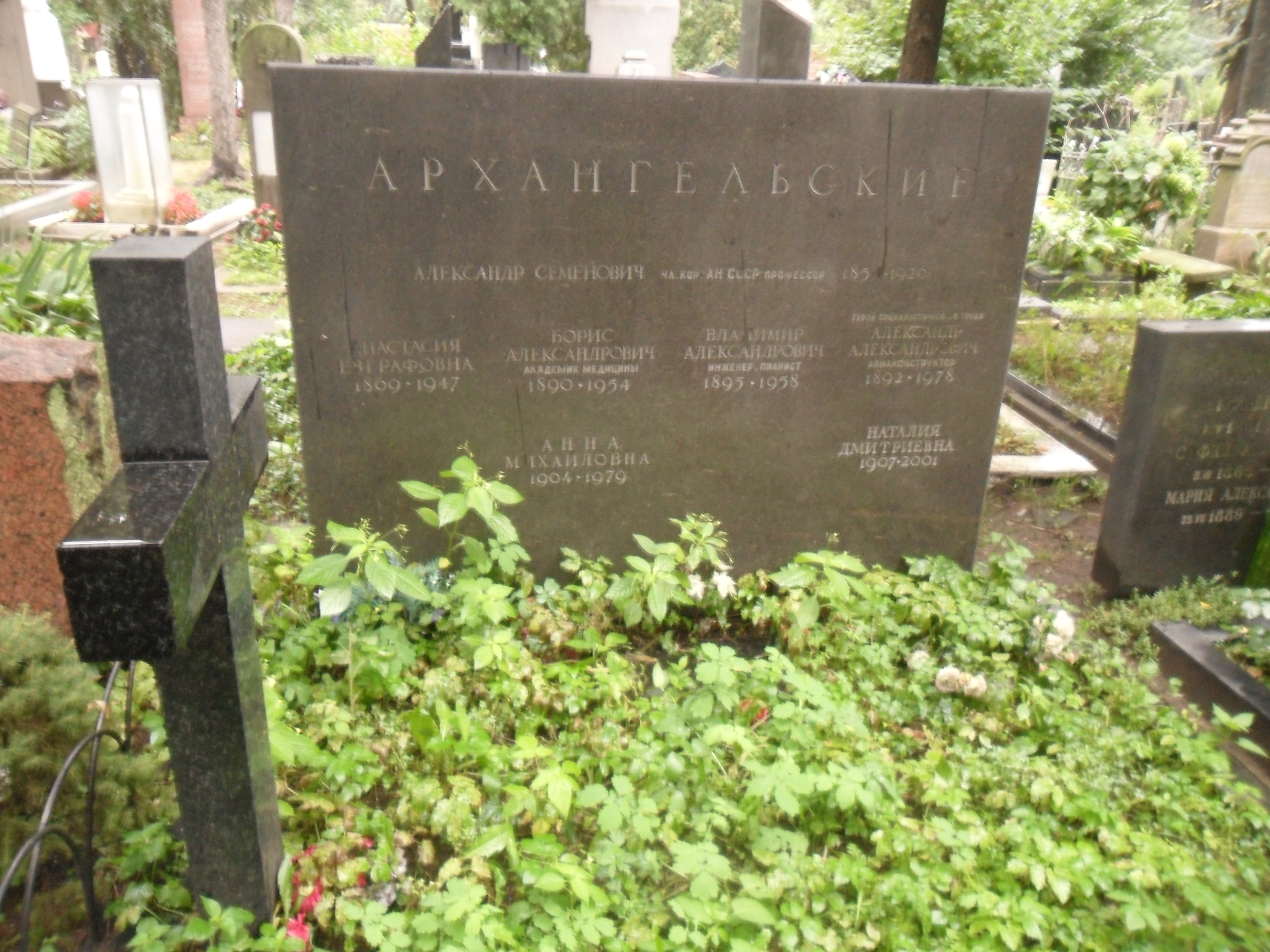
Могила А. А. Архангельского и его родственников на Новодевичьем кладбище.

В 1914 году — окончил медицинский факультет МГУ.
С 1921 года — ассистент, а с 1926 по 1931 годы — приват-доцент акушерской клиники МГУ.
С 1931 по 1950 годы — заведующий кафедрой акушерства и гинекологии 2-го ММИ имени Н. И. Пирогова.
В 1944 году — избран академиком АМН СССР.
В 1947 году был избран депутатом Моссовета.
Умер в 1954 году, похоронен на Новодевичьем кладбище.

## Научная деятельность
Вел исследования в области применения лучистой энергии в акушерстве и гинекологии, проблемам узкого таза, методике борьбы с токсикозами беременных, профилактике мертворождаемости, раку.
В 1945 году детально разработал метод наружного профилактического поворота на головку при поперечном положении плода и тазовом предлежании.
Автор 65 научных трудов, в том числе монографий.
Был председателем Московского акушерско-гинекологического общества, членом Ученого совета М3 СССР.

## Сочинения
- Новый метод прогноза родов, М.— Л., 1926;
- Лучи Рентгена и радия в гинекологии и акушерстве, М., 1928;
- О новых принципах техники глубокой рентгенотерапии и о конструкции соответствующей аппаратуры, Вестник рентгенологии и радиологии, т. 7, в. 3, с. 260, 1929;
- К вопросу о патогенезе эклампсии и её терапии, Гинекология и акушерство, № 1, с. 1, 1935;
- Клиника узкого таза, Акушерство и гинекология, № 2-3, с. 98, 1939;
- Наружный профилактический поворот на головку в женских консультациях как метод борьбы с мертворождаемостью, М., 1945.

## Награды
- Орден Трудового Красного Знамени
- Заслуженный деятель науки РСФСР (1943)